# Liga de Campeones de Baloncesto 2023-24
La Liga de Campeones de Baloncesto 2023-24 (en inglés Basketball Champions League) fue la octava edición del torneo a nivel de clubes e instituciones del baloncesto europeo gestionada por FIBA. La fase de grupos comenzó el 17 de septiembre de 2023 y finalizó el 3 de mayo de 2024 con la Final Four. 
En esta edición participa el campeón de la pasada edición, el Telekom Baskets Bonn. Entre los equipos participantes en la fase regular, se encuentran cuatro conjuntos españoles: Lenovo Tenerife, Unicaja Málaga, UCAM Murcia y Río Breogán.

## Rondas de calificación

### Ronda preclasificatoria
El partido de la ronda preclasificatoria consiste en un partido jugado en una sede neutral.
El ganador del partido de la ronda de clasificación previa pasará al bombo 6 y avanzará a las rondas de clasificación principales. Los perdedores de las preclasificatorias son transferidos (si procede) a la Copa de Europa FIBA.
| Equipo 1         | Resultado | Equipo 2             |
| ---------------- | --------- | -------------------- |
| Fribourg Olympic | 57–51     | Caledonia Gladiators |

### Clasificación Grupo I
|  | Cuartos de final    | Cuartos de final |                     |              | Semifinales | Semifinales |  |                     | Final | Final |  |
|  |                     |                  |                     |              |             |             |  |                     |       |       |  |
|  |                     |                  |                     |              |             |             |  |                     |       |       |  |
|  | Bakken Bears        | 103              |                     |              |             |             |  |                     |       |       |  |
|  | Bakken Bears        | 103              |                     |              |             |             |  |                     |       |       |  |
|  | Peja                | 79               |                     |              |             |             |  |                     |       |       |  |
|  | Peja                | 79               |                     | Bakken Bears | 68          |             |  |                     |       |       |  |
|  |                     |                  |                     | Bakken Bears | 68          |             |  |                     |       |       |  |
|  |                     |                  | Norrköping Dolphins | 78           |             |             |  |                     |       |       |  |
|  | Kalev               | 78               | Norrköping Dolphins | 78           |             |             |  |                     |       |       |  |
|  | Kalev               | 78               |                     |              |             |             |  |                     |       |       |  |
|  | Norrköping Dolphins | 82               |                     |              |             |             |  |                     |       |       |  |
|  | Norrköping Dolphins | 82               |                     |              |             |             |  | Norrköping Dolphins | 73    |       |  |
|  |                     |                  |                     |              |             |             |  | Norrköping Dolphins | 73    |       |  |
|  |                     |                  | Benfica             | 83           |             |             |  |                     |       |       |  |
|  | Benfica             | 122              | Benfica             | 83           |             |             |  |                     |       |       |  |
|  | Benfica             | 122              |                     |              |             |             |  |                     |       |       |  |
|  | TSU Tbilisi         | 62               |                     |              |             |             |  |                     |       |       |  |
|  | TSU Tbilisi         | 62               |                     | Benfica      | 87          |             |  |                     |       |       |  |
|  |                     |                  |                     | Benfica      | 87          |             |  |                     |       |       |  |
|  |                     |                  | AEK Larnaca         | 59           |             |             |  |                     |       |       |  |
|  | Patrioti Levice     | 66               | AEK Larnaca         | 59           |             |             |  |                     |       |       |  |
|  | Patrioti Levice     | 66               |                     |              |             |             |  |                     |       |       |  |
|  | AEK Larnaca         | 74               |                     |              |             |             |  |                     |       |       |  |
|  | AEK Larnaca         | 74               |                     |              |             |             |  |                     |       |       |  |
|  |                     |                  |                     |              |             |             |  |                     |       |       |  |

### Clasificación Grupo II
|  | Cuartos de final | Cuartos de final |                  |          | Semifinales | Semifinales |  |        | Final | Final |  |
|  |                  |                  |                  |          |             |             |  |        |       |       |  |
|  |                  |                  |                  |          |             |             |  |        |       |       |  |
|  | Cholet           | 76               |                  |          |             |             |  |        |       |       |  |
|  | Cholet           | 76               |                  |          |             |             |  |        |       |       |  |
|  | Antwerp Giants   | 72               |                  |          |             |             |  |        |       |       |  |
|  | Antwerp Giants   | 72               |                  | Cholet   | 96          |             |  |        |       |       |  |
|  |                  |                  |                  | Cholet   | 96          |             |  |        |       |       |  |
|  |                  |                  | Varese           | 88       |             |             |  |        |       |       |  |
|  | FMP              | 71               | Varese           | 88       |             |             |  |        |       |       |  |
|  | FMP              | 71               |                  |          |             |             |  |        |       |       |  |
|  | Varese           | 73               |                  |          |             |             |  |        |       |       |  |
|  | Varese           | 73               |                  |          |             |             |  | Cholet | 80    |       |  |
|  |                  |                  |                  |          |             |             |  | Cholet | 80    |       |  |
|  |                  |                  | Brindisi         | 69       |             |             |  |        |       |       |  |
|  | Brindisi         | 77               | Brindisi         | 69       |             |             |  |        |       |       |  |
|  | Brindisi         | 77               |                  |          |             |             |  |        |       |       |  |
|  | Oradea           | 74               |                  |          |             |             |  |        |       |       |  |
|  | Oradea           | 74               |                  | Brindisi | 78          |             |  |        |       |       |  |
|  |                  |                  |                  | Brindisi | 78          |             |  |        |       |       |  |
|  |                  |                  | Heroes Den Bosch | 63       |             |             |  |        |       |       |  |
|  | Heroes Den Bosch | 96               | Heroes Den Bosch | 63       |             |             |  |        |       |       |  |
|  | Heroes Den Bosch | 96               |                  |          |             |             |  |        |       |       |  |
|  | Göttingen        | 84               |                  |          |             |             |  |        |       |       |  |
|  | Göttingen        | 84               |                  |          |             |             |  |        |       |       |  |
|  |                  |                  |                  |          |             |             |  |        |       |       |  |

### Clasificación Grupo III
|  | Cuartos de final | Cuartos de final |                  |                | Semifinales | Semifinales |  |                | Final | Final |  |
|  |                  |                  |                  |                |             |             |  |                |       |       |  |
|  |                  |                  |                  |                |             |             |  |                |       |       |  |
|  | SIG Strasbourg   | 83               |                  |                |             |             |  |                |       |       |  |
|  | SIG Strasbourg   | 83               |                  |                |             |             |  |                |       |       |  |
|  | Jonava           | 78               |                  |                |             |             |  |                |       |       |  |
|  | Jonava           | 78               |                  | SIG Strasbourg | 79          |             |  |                |       |       |  |
|  |                  |                  |                  | SIG Strasbourg | 79          |             |  |                |       |       |  |
|  |                  |                  | Ironi Ness Ziona | 74             |             |             |  |                |       |       |  |
|  | Karhu            | 56               | Ironi Ness Ziona | 74             |             |             |  |                |       |       |  |
|  | Karhu            | 56               |                  |                |             |             |  |                |       |       |  |
|  | Ironi Ness Ziona | 92               |                  |                |             |             |  |                |       |       |  |
|  | Ironi Ness Ziona | 92               |                  |                |             |             |  | SIG Strasbourg | 82    |       |  |
|  |                  |                  |                  |                |             |             |  | SIG Strasbourg | 82    |       |  |
|  |                  |                  | Obradoiro        | 78             |             |             |  |                |       |       |  |
|  | Legia Warsaw     | 70               | Obradoiro        | 78             |             |             |  |                |       |       |  |
|  | Legia Warsaw     | 70               |                  |                |             |             |  |                |       |       |  |
|  | Fribourg Olympic | 59               |                  |                |             |             |  |                |       |       |  |
|  | Fribourg Olympic | 59               |                  | Legia Warsaw   | 66          |             |  |                |       |       |  |
|  |                  |                  |                  | Legia Warsaw   | 66          |             |  |                |       |       |  |
|  |                  |                  | Obradoiro        | 74             |             |             |  |                |       |       |  |
|  | Mornar Bar       | 56               | Obradoiro        | 74             |             |             |  |                |       |       |  |
|  | Mornar Bar       | 56               |                  |                |             |             |  |                |       |       |  |
|  | Obradoiro        | 90               |                  |                |             |             |  |                |       |       |  |
|  | Obradoiro        | 90               |                  |                |             |             |  |                |       |       |  |
|  |                  |                  |                  |                |             |             |  |                |       |       |  |

## Equipos participantes
Disputaron esta edición un total de 52 equipos de 30 países distintos, contando la fase previa. 28 entraron en la competición directamente en la Fase Regular a través de sus respectivas ligas domésticas, junto con los 4 ganadores de los distintos grupos de la Fase de Clasificación.
|       | Fase Regular          | Fase Regular             | Fase Regular         | Fase Regular           |
| ----- | --------------------- | ------------------------ | -------------------- | ---------------------- |
| Grupo | Equipos               | Equipos                  | Equipos              | Equipos                |
| A     | Falco KC Szombathely  | Le Mans Sarthe Basket    | Peristeri            | Club Baloncesto Málaga |
| B     | BC Opava              | JDA Bourgogne Dijon      | Promitheas Patras    | Rytas Vilnius          |
| C     | Darussafaka           | Club Baloncesto Canarias | VEF Rīga             | Cholet Basket          |
| D     | AEK                   | Dinamo Basket Sassari    | King Szczecin        | MHP Riesen             |
| E     | EWE Baskets Oldenburg | Filou Oostende           | Pinar Karsiyaka      | SIG Strasbourg         |
| F     | Bursaspor             | Hapoel Holon             | Telekom Baskets Bonn | Río Breogán            |
| G     | Galatasaray           | Hapoel Jerusalem B.C.    | PAOK Salónica BC     | SL Benfica             |
| H     | Derthona Basket       | KK Igokea                | Tofas Bursa          | UCAM Murcia            |

## Fase regular

### Grupo A
| Pos. | Equipo            | PJ | G | P | PF  | PC  | DP  | Pts | Clasificación                 |  | UNI   | LMS   | PER   | FAL   |
| ---- | ----------------- | -- | - | - | --- | --- | --- | --- | ----------------------------- |  | ----- | ----- | ----- | ----- |
| 1    | Unicaja           | 6  | 4 | 2 | 490 | 442 | +48 | 10  | Acceso directo a los Octavos  |  | —     | 83–74 | 81–64 | 88–65 |
| 2    | Le Mans Sarthe    | 6  | 3 | 3 | 477 | 463 | +14 | 9   | Clasificados para los Play-In |  | 85–78 | —     | 96–68 | 63–81 |
| 3    | Peristeri bwin    | 6  | 3 | 3 | 463 | 493 | −30 | 9   | Clasificados para los Play-In |  | 76–73 | 78–86 | —     | 87–70 |
| 4    | Falco Szombathely | 6  | 2 | 4 | 456 | 488 | −32 | 8   | Eliminado                     |  | 78–87 | 75–73 | 87–90 | —     |

 Fuente: 

### Grupo B
| Pos. | Equipo     | PJ | G | P | PF  | PC  | DP   | Pts | Clasificación                 |  | DIJ    | RYT   | PRO    | OPA    |
| ---- | ---------- | -- | - | - | --- | --- | ---- | --- | ----------------------------- |  | ------ | ----- | ------ | ------ |
| 1    | JDA Dijon  | 6  | 5 | 1 | 526 | 441 | +85  | 11  | Acceso directo a los Octavos  |  | —      | 87–83 | 88–80  | 99–64  |
| 2    | Rytas      | 6  | 4 | 2 | 509 | 455 | +54  | 10  | Clasificados para los Play-In |  | 79–77  | —     | 77–75  | 99–63  |
| 3    | Promitheas | 6  | 3 | 3 | 516 | 475 | +41  | 9   | Clasificados para los Play-In |  | 68–71  | 78–76 | —      | 115–66 |
| 4    | Opava      | 6  | 0 | 6 | 432 | 612 | −180 | 6   | Elminado                      |  | 67–104 | 75–95 | 97–100 | —      |

 Fuente: 

### Grupo C
| Pos. | Equipo            | PJ | G | P | PF  | PC  | DP  | Pts | Clasificación                 |  | TFE   | CHO   | DAR   | VEF   |
| ---- | ----------------- | -- | - | - | --- | --- | --- | --- | ----------------------------- |  | ----- | ----- | ----- | ----- |
| 1    | Lenovo Tenerife   | 6  | 4 | 2 | 490 | 443 | +47 | 10  | Acceso directo a los Octavos  |  | —     | 95–75 | 72–63 | 76–55 |
| 2    | Cholet            | 6  | 3 | 3 | 485 | 495 | −10 | 9   | Clasificados para los Play-In |  | 85–91 | —     | 97–86 | 74–73 |
| 3    | Darüşşafaka Lassa | 6  | 3 | 3 | 488 | 500 | −12 | 9   | Clasificados para los Play-In |  | 88–84 | 80–91 | —     | 87–81 |
| 4    | VEF Rīga          | 6  | 2 | 4 | 431 | 456 | −25 | 8   | Eliminado                     |  | 77–72 | 70–63 | 75–84 | —     |

 Fuente: 

### Grupo D
| Pos. | Equipo                 | PJ | G | P | PF  | PC  | DP  | Pts | Clasificación                 |  | AEK   | LUD   | DIN    | SZC   |
| ---- | ---------------------- | -- | - | - | --- | --- | --- | --- | ----------------------------- |  | ----- | ----- | ------ | ----- |
| 1    | AEK                    | 6  | 5 | 1 | 528 | 461 | +67 | 11  | Acceso directo a los Octavos  |  | —     | 84–79 | 110–79 | 86–64 |
| 2    | MHP Riesen Ludwigsburg | 6  | 3 | 3 | 480 | 490 | −10 | 9   | Clasificados para los Play-In |  | 83–79 | —     | 79–89  | 82–78 |
| 3    | Dinamo Sassari         | 6  | 2 | 4 | 509 | 543 | −34 | 8   | Clasificados para los Play-In |  | 79–83 | 80–97 | —      | 97–81 |
| 4    | King Szczecin          | 6  | 2 | 4 | 473 | 496 | −23 | 8   | Eliminado                     |  | 77–86 | 80–60 | 93–85  | —     |

 Fuente: 

### Grupo E
| Pos. | Equipo                | PJ | G | P | PF  | PC  | DP  | Pts | Clasificación                 |  | SIG   | KAR   | OOS   | OLD   |
| ---- | --------------------- | -- | - | - | --- | --- | --- | --- | ----------------------------- |  | ----- | ----- | ----- | ----- |
| 1    | SIG Strasbourg        | 6  | 4 | 2 | 487 | 467 | +20 | 10  | Acceso directo a los Octavos  |  | —     | 80–65 | 81–68 | 85–77 |
| 2    | Pınar Karşıyaka       | 6  | 3 | 3 | 495 | 487 | +8  | 9   | Clasificados para los Play-In |  | 87–72 | —     | 94–77 | 85–83 |
| 3    | Filou Oostende        | 6  | 3 | 3 | 462 | 499 | −37 | 9   | Clasificados para los Play-In |  | 87–84 | 78–76 | —     | 88–83 |
| 4    | EWE Baskets Oldenburg | 6  | 2 | 4 | 504 | 495 | +9  | 8   | Eliminado                     |  | 83–85 | 97–88 | 81–64 | —     |

 Fuente: 

### Grupo F
| Pos. | Equipo                 | PJ | G | P | PF  | PC  | DP  | Pts | Clasificación                 |  | BON   | HOL   | BRE   | BUR   |
| ---- | ---------------------- | -- | - | - | --- | --- | --- | --- | ----------------------------- |  | ----- | ----- | ----- | ----- |
| 1    | Telekom Baskets Bonn   | 6  | 3 | 3 | 497 | 473 | +24 | 9   | Acceso directo a los Octavos  |  | —     | 74–75 | 86–71 | 82–92 |
| 2    | Hapoel Holon           | 6  | 3 | 3 | 463 | 456 | +7  | 9   | Clasificados para los Play-In |  | 65–72 | —     | 84–79 | 74–75 |
| 3    | Rio Breogan            | 6  | 3 | 3 | 462 | 459 | +3  | 9   | Clasificados para los Play-In |  | 97–92 | 82–72 | —     | 68–48 |
| 4    | Bursaspor İnfo Yatırım | 6  | 3 | 3 | 439 | 473 | −34 | 9   | Eliminado                     |  | 73–91 | 74–93 | 77–65 | —     |

 Fuente: 
Criterios de clasificación: 

### Grupo G
| Pos. | Equipo                | PJ | G | P | PF  | PC  | DP  | Pts | Clasificación                 |  | JER   | PAO   | GAL   | BEN   |
| ---- | --------------------- | -- | - | - | --- | --- | --- | --- | ----------------------------- |  | ----- | ----- | ----- | ----- |
| 1    | Hapoel Jerusalem B.C. | 6  | 5 | 1 | 513 | 440 | +73 | 11  | Acceso directo a los Octavos  |  | —     | 71–61 | 99–96 | 97–68 |
| 2    | PAOK                  | 6  | 3 | 3 | 455 | 478 | −23 | 9   | Clasificados para los Play-In |  | 79–77 | —     | 79–85 | 76–74 |
| 3    | Galatasaray Ekmas     | 6  | 3 | 3 | 513 | 492 | +21 | 9   | Clasificados para los Play-In |  | 70–85 | 77–88 | —     | 98–78 |
| 4    | Benfica               | 6  | 1 | 5 | 443 | 514 | −71 | 7   | Eliminado                     |  | 66–84 | 94–72 | 63–87 | —     |

 Fuente: 

### Grupo H
| Pos. | Equipo           | PJ | G | P | PF  | PC  | DP  | Pts | Clasificación                 |  | UCM   | DER   | TOF     | IGO   |
| ---- | ---------------- | -- | - | - | --- | --- | --- | --- | ----------------------------- |  | ----- | ----- | ------- | ----- |
| 1    | UCAM Murcia      | 6  | 5 | 1 | 517 | 427 | +90 | 11  | Acceso directo a los Octavos  |  | —     | 87–75 | 115–89  | 72–47 |
| 2    | Bertram Derthona | 6  | 5 | 1 | 500 | 484 | +16 | 11  | Clasificados para los Play-In |  | 78–74 | —     | 91–85   | 91–84 |
| 3    | Tofaş            | 6  | 2 | 4 | 532 | 551 | −19 | 8   | Clasificados para los Play-In |  | 75–90 | 80–88 | —       | 99–65 |
| 4    | Igokea           | 6  | 0 | 6 | 435 | 522 | −87 | 6   | Eliminado                     |  | 63–79 | 74–77 | 102–104 | —     |

 Fuente: 

## Playoffs
|  | Cuartos de final | Cuartos de final   | Cuartos de final | Cuartos de final | Cuartos de final |    |                 | Semifinales     | Semifinales | Semifinales |           |                 | Final           | Final        | Final       |  |
|  | 3-17 de abril    | 3-17 de abril      | 3-17 de abril    | 3-17 de abril    | 3-17 de abril    |    |                 | 26 de abril     | 26 de abril | 26 de abril |           |                 | 28 de abril     | 28 de abril  | 28 de abril |  |
|  |                  |                    |                  |                  |                  |    |                 |                 |             |             |           |                 |                 |              |             |  |
|  |                  |                    |                  |                  |                  |    |                 |                 |             |             |           |                 |                 |              |             |  |
|  | 1                | Lenovo Tenerife    | 83               | 81               | 78               |    |                 |                 |             |             |           |                 |                 |              |             |  |
|  | 1                | Lenovo Tenerife    | 83               | 81               | 78               |    |                 |                 |             |             |           |                 |                 |              |             |  |
|  | 8                | Tofaş              | 77               | 90               | 55               |    |                 |                 |             |             |           |                 |                 |              |             |  |
|  | 8                | Tofaş              | 77               | 90               | 55               |    | Lenovo Tenerife | Lenovo Tenerife | 97          |             |           |                 |                 |              |             |  |
|  |                  |                    |                  |                  |                  |    | Lenovo Tenerife | Lenovo Tenerife | 97          |             |           |                 |                 |              |             |  |
|  |                  |                    | Peristeri        | Peristeri        | 93               |    |                 |                 |             |             |           |                 |                 |              |             |  |
|  | 5                | Telekom Baskets    | Peristeri        | Peristeri        | 93               | 89 | 62              | 77              |             |             |           |                 |                 |              |             |  |
|  | 5                | Telekom Baskets    |                  |                  |                  |    |                 | 77              |             |             |           |                 |                 |              |             |  |
|  | 4                | Peristeri          | 78               | 90               | 89               |    |                 |                 |             |             |           |                 |                 |              |             |  |
|  | 4                | Peristeri          | 78               | 90               | 89               |    |                 |                 |             |             |           | Lenovo Tenerife | Lenovo Tenerife | 75           |             |  |
|  |                  |                    |                  |                  |                  |    |                 |                 |             |             |           | Lenovo Tenerife | Lenovo Tenerife | 75           |             |  |
|  |                  |                    | Unicaja          | Unicaja          | 88               |    |                 |                 |             |             |           |                 |                 |              |             |  |
|  | 3                | UCAM Murcia        | Unicaja          | Unicaja          | 88               | 98 | 85              | -               |             |             |           |                 |                 |              |             |  |
|  | 3                | UCAM Murcia        |                  |                  |                  |    |                 | -               |             |             |           |                 |                 |              |             |  |
|  | 6                | Riesen Ludwigsburg | 72               | 72               | -                |    |                 |                 |             |             |           |                 |                 |              |             |  |
|  | 6                | Riesen Ludwigsburg | 72               | 72               | -                |    | UCAM Murcia     | UCAM Murcia     | 74          |             |           | Tercer lugar    | Tercer lugar    | Tercer lugar |             |  |
|  |                  |                    |                  |                  |                  |    | UCAM Murcia     | UCAM Murcia     | 74          |             |           | Tercer lugar    | Tercer lugar    | Tercer lugar |             |  |
|  |                  |                    | Unicaja          | Unicaja          | 80               |    |                 |                 |             |             |           |                 |                 |              |             |  |
|  | 7                | Unicaja            | Unicaja          | Unicaja          | 80               | 67 | 90              | -               |             |             | Peristeri | Peristeri       | 84              |              |             |  |
|  | 7                | Unicaja            |                  |                  |                  |    |                 | -               |             |             | Peristeri | Peristeri       | 84              |              |             |  |
|  | 2                | Promitheas         | 54               | 83               | -                |    |                 |                 |             |             |           |                 | UCAM Murcia     | UCAM Murcia  | 87          |  |
|  | 2                | Promitheas         | 54               | 83               | -                |    |                 |                 |             |             |           |                 | UCAM Murcia     | UCAM Murcia  | 87          |  |
|  |                  |                    |                  |                  |                  |    |                 |                 |             |             |           |                 |                 |              |             |  |

| Campeón BCL 2023-24 |
| ------------------- |
| Unicaja 1.º título  |